# Barbu à sourcils jaunes
Psilopogon henricii
Espèce
Statut de conservation UICN

 NT  : Quasi menacé
Le Barbu à sourcils jaunes (Psilopogon henricii, anciennement Megalaima henricii) est une espèce d'oiseaux de la famille des Megalaimidae, dont l'aire de répartition s'étend de la Thaïlande, à la Malaisie, à Brunei et à l'Indonésie. Il a disparu de Singapour.

## Liste des sous-espèces
D'après la classification de référence (version 5.2, 2015) du Congrès ornithologique international, cette espèce est constituée des sous-espèces suivantes (ordre phylogénique) :
- Psilopogon henricii henricii (Temminck, 1831)
- Psilopogon henricii brachyrhynchus (Neumann, 1908)